# DPFA Hochschule Sachsen
Die DPFA Hochschule Sachsen war eine private Hochschule in Leipzig mit Schwerpunkt in Sozial- und Gesundheitswissenschaften.
Träger der Hochschule war die „DPFA-Schulen gemeinnützige GmbH“, ein Unternehmen der DPFA Akademiegruppe. Diese war seit 25 Jahren im Bildungsbereich tätig und hatte jährlich über 3000 Schüler und Studenten.
Die Hochschule war staatlich anerkannt.
Sie wurde 2018 geschlossen.

## Studiengänge
Ab 2012 bot die Hochschule den Studiengang Pädagogik der Kindheit in Vollzeitform oder berufsbegleitend an. Weitere Vollzeitstudiengänge waren Heilpädagogik und Gesundheitsmanagement. Mit dem erfolgreichen Abschluss erhielten die Absolventen nach sechs Semestern Regelstudienzeit den akademischen Titel Bachelor of Arts (B.A.).
Mit dem erfolgreichen Abschluss des Studiengangs Pädagogik der Kindheit bekam man eine staatliche Anerkennung als Kindheitspädagoge/in und im Studiengang Heilpädagogik eine staatliche Anerkennung als Heilpädagoge/in.